# Kapazitiver Spannungsteiler
Ein kapazitiver Spannungsteiler wird für die Messung hoher elektrischer Spannungen herangezogen. Eine Berechnung bzw. Realisierung erfolgt über eine serielle Anordnung von mindestens zwei Kondensatoren. Er ist wie ein ohmscher Spannungsteiler aufgebaut, verwendet aber statt ohmschen Widerständen Kondensatoren und ist nur für Wechselspannung geeignet.

## Beispiel
In einer Schaltung befinden sich zwei Kondensatoren, Cv und Cm (Messkapazität). Die Messkapazität sollte in Bezug auf Cv relativ groß gewählt werden um die eigentliche Schaltung nicht verfälschend zu beeinflussen. In einer Reihenschaltung sind die elektrischen Ladungen der einzelnen Kapazitäten gleich groß. Das ergibt sich aus dem Spannungsabfall über den Kondensatoren multipliziert mit der jeweiligen Kapazität. Die Ladung Q des Kondensators ist gleich {\displaystyle Q=C\cdot U} mit der Spannung U am Kondensator.

### Berechnung
Aus {\displaystyle U_{q}={\frac {Q}{C_{\text{Gesamt}}}}} und {\displaystyle U_{m}={\frac {Q}{C_{m}}}} werden die Gleichungen
{\displaystyle Q=C_{\text{Gesamt}}\cdot U_{q}} und {\displaystyle Q=C_{m}\cdot U_{m}}

Teilerschaltung

wobei CGesamt eine Reihenschaltung zweier Kondensatoren darstellt. Sie wird nach der Gleichung
{\displaystyle C_{\text{Gesamt}}={\frac {C_{v}\cdot C_{m}}{C_{v}+C_{m}}}} berechnet.
Durch Gleichsetzen der beiden Ansätze für Q ergibt sich:
{\displaystyle C_{\text{Gesamt}}\cdot U_{q}=C_{m}\cdot U_{m}}
Zum Abschluss erhält man nun die gesuchte Spannung
{\displaystyle U_{q}={\frac {U_{m}\cdot C_{m}}{C_{\text{Gesamt}}}}}
Die Messspannung UM, ablesbar am Messgerät, berechnet sich
{\displaystyle {\begin{aligned}U_{m}&=U_{q}\cdot C_{\text{Gesamt}}\cdot {\frac {1}{C_{m}}}\\&=U_{q}\cdot {\frac {C_{v}\cdot C_{m}}{C_{v}+C_{m}}}\cdot {\frac {1}{C_{m}}}\\&=U_{q}\cdot {\frac {C_{v}}{C_{v}+C_{m}}}\end{aligned}}}

## Anwendung
Kapazitive Spannungsteiler werden zur Wechselspannungsmessung eingesetzt:
- in Mittel- und Hochspannungsanlagen des Stromnetzes als Alternative zu induktiven Spannungswandlern
- ebenda zu Prüfzwecken und zur Feststellung der Spannungsfreiheit
- als Frequenzkompensation in (Hochspannungs-)Messspitzen (voltage probes) für Oszilloskope
- in Hochspannungslabors bis in den MV-Bereich zur Spannungsmessung auch bei höheren Frequenzen

Oft müssen kapazitive Spannungsteiler für Messzwecke bedämpft werden, um Resonanzen mit den parasitären Schaltungselementen (induktiv wirkende Zuleitungen) zu vermeiden. Dazu werden ggf. jedem Kondensator Widerstände zugeordnet. Ein mittels kapazitivem Spannungsteiler frequenzkompensierter Spannungsteiler aus Widerständen kann für jede Spannungsart eingesetzt werden.